# Broomhill Bridge
Die Broomhill Bridge ist eine Straßenbrücke nahe der schottischen Ortschaft Nethy Bridge in der Council Area Highland. 1971 wurde die Brücke in die schottischen Denkmallisten in der höchsten Denkmalkategorie A aufgenommen. Eine ehemalige zusätzliche Einstufung als Scheduled Monument wurde 2000 aufgehoben. Die Broomhill Bridge wurde im Jahre 1894 nach einem Plan des in Kingussie ansässigen Ingenieurs John Mackenzie errichtet. Den Bau führte Charles Mackay aus.

## Beschreibung
Die Broomhill Bridge überspannt den Spey rund zwei Kilometer nordwestlich von Nethy Bridge und südlich von Dulnain Bridge. Der Holzviadukt führt eine untergeordnete Straße über den Fluss, welche Nethy Bridge mit der entlang des linken Spey-Ufers verlaufenden A95 (Aviemore–Banff) verbindet. Bis 1965 konnte über die Brücke zudem der Bahnhof Broomhill for Nethy Bridge an der früheren Hauptstrecke der Highland Railway erreicht werden. Seit 2002 ist der Bahnhof wieder in Betrieb und dient als derzeitiger Endpunkt der Museumsbahn Strathspey Railway.
Die Trestle-Brücke ist an beiden Ufern mit Widerlagern aus grauen Granitquadern ausgeführt. Ihre Fachwerk-Pfeiler verjüngen sich. Die fünf Pfeiler in der Flussmitte (erkennbar an den dreieckigen Abschlüssen) sind verstärkt und mit Stahlbändern ausgeführt. Zu beiden Seiten grenzen schlichte Holzbrüstungen die Fahrbahn ein. Am südlichen Widerlager ist eine Platte eingelegt, welche an die Brückeneröffnung erinnert.

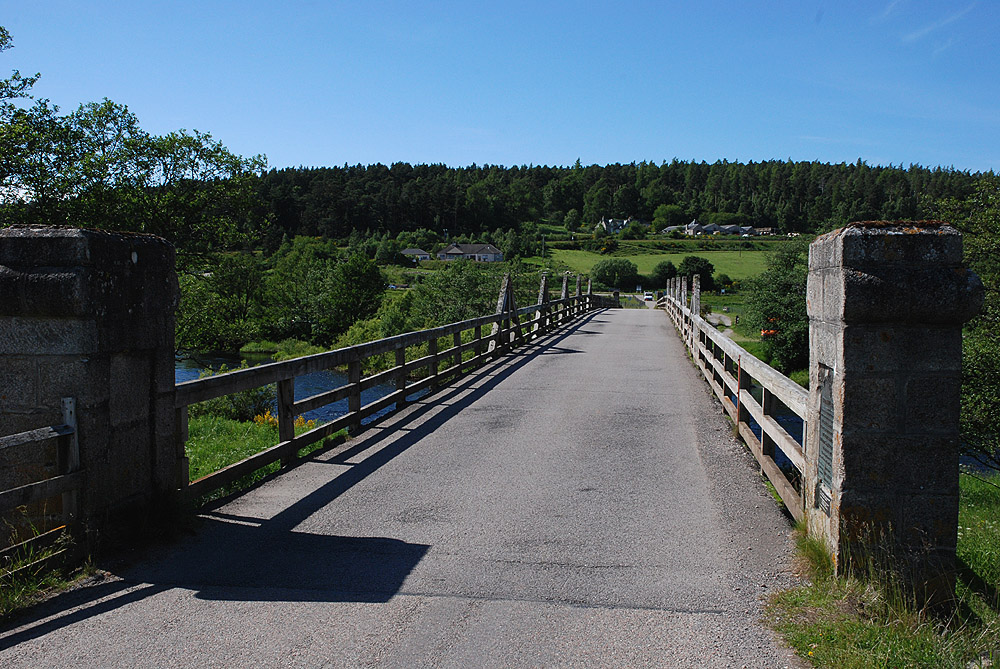
Blick über die Brücke
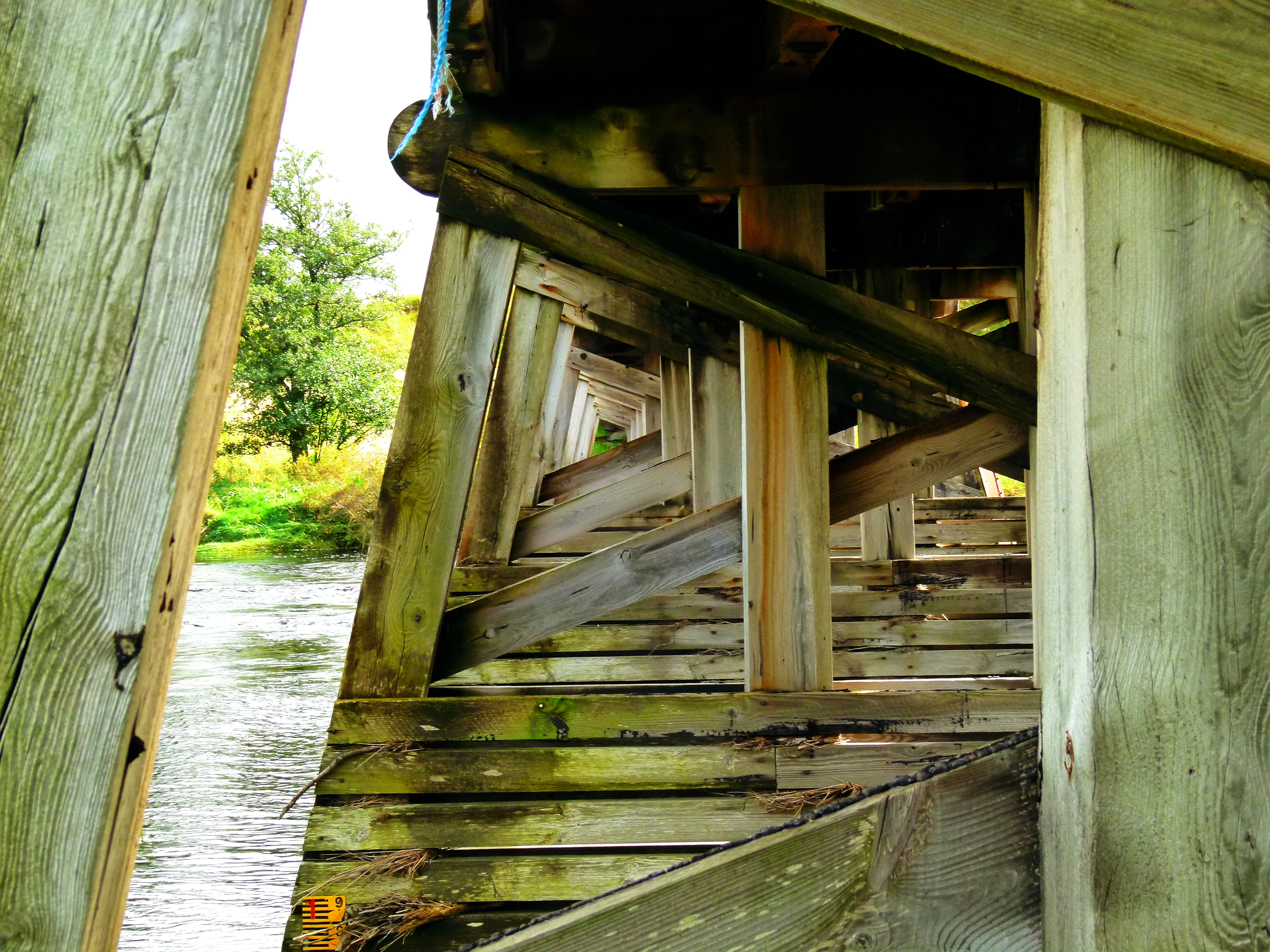
Trestle-Pfeiler
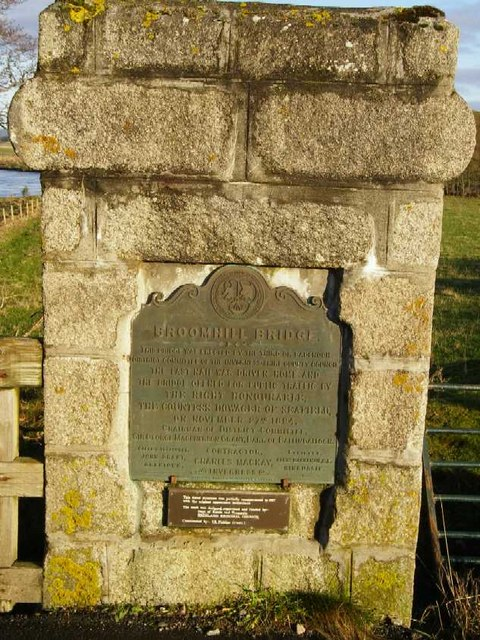
Gedenkplatte